# The Hitcher II: I've Been Waiting
The Hitcher II: I've Been Waiting (também conhecido como The Hitcher 2) (Brasil: A Morte Pede Carona 2 / Portugal: Terror na Auto-Estrada II é um filme norte-americano do gênero suspense, dirigido por Louis Morneau. Lançado em 2003, foi protagonizado por C. Thomas Howell, Kari Wuhrer e Jake Busey. Foi lançado diretamente em DVD nos Estados Unidos em 15 de julho de 2003.
Sucede ao filme de 1986, The Hitcher.